# Tache Papahagi
Tache Papahagi (n. 6 octombrie 1892, Avdella, Imperiul Otoman – d. 17 ianuarie 1977, București, România) a fost un lingvist, etnograf și folclorist român.

## Biografie
S-a născut într-o familie de aromâni.

## Studii
A urmat școala primară la Avdela și liceul român la Ianina și la Bitolia (1903-1912). A fost student al Facultății de Litere și Filosofie din București, licențiat în 1916. Doctor în filologie în 1925, cu teza "Graiul și folclorul Maramureșului". Docent al Facultății de Litere și Filosofie din București.

## Activitate pedagogică și științifică
A fost asistent la Facultatea de Litere și Filosofie din București (1921), apoi docent (1926), conferențiar (1928) și profesor (1943-1948). În 1964 primește titlul de "profesor emerit" și în același an primește Premiul de Stat. În activitatea sa științifică, a îmbinat studiul etnografiei, folclorului și limbii, considerate de el ca fiind surse esențiale pentru constituirea unei imagini de ansamblu a vieții poporului român și pentru elucidarea problemelor legate de nașterea și evoluția, în timp și spațiu, a limbii române. A consacrat limbii române mai multe studii și lucrări în care sunt dezbătute și precizate o serie de fapte de fonetică și morfologie. O preocupare constantă a constituit-o pentru el lexicologia. A realizat primul studiu etnografic de sinteză al Țării Maramureșului (Graiul și folklorul Maramureșului). Este autorul celui mai complet, probabil, album foto al României interbelice (Images d'éthnographie roumaine, daco-roumaine et aroumaine). Rod al unei temeinice cercetări pe teren, monografiile sale dialectale, în care punctului de vedere al lingvistului i se asociază permanent viziunea folcloristului și etnografului, constituie lucrări fundamentale pentru dialectologia și folcloristica românească, oferind în același timp, un bogat material studiilor de istorie a limbii. Studiile sale consacrate aromânilor completează în mod fericit operele lui Theodor Capidan. Fundamental rămâne "Dicționarul dialectului aromân – general și etimologic. Dictionnaire aroumain (macedo-roumain) général et étymologique București, 1963, ed. a II-a, 1974), instrument de lucru indispensabil în cercetarea acestei limbi, adevărată enciclopedie a vieții materiale și spirituale a aromânilor".

## Distincții
- titlul de „Profesor Emerit al Republicii Populare Romîne” (13 octombrie 1964) „cu prilejul aniversarii a 100 de ani de la înființarea Universității din București, pentru activitate îndelungată, contribuție în dezvoltarea științei și merite deosebite în dezvoltarea învățămîntului superior”[5]

## Din lucrările sale
- Aromânii din punct de vedere istoric, cultural și politic, 1915
- La românii din Albania, 1920
- Antologie aromânească, 1922
- Din folklorul romanic și cel latin, 1923
- O problemă de romanitate sud-ilirică, 1923
- Din epoca de formațiune a limbii române: probleme etno-lingvistice, 1924
- Cercetări în Munții Apuseni, 1925
- Graiul și folklorul Maramureșului Arhivat în 15 octombrie 2013, la Wayback Machine., 1925, ediție online
- Biblioteca națională a aromânilor, 3 vol, 1926-1935
- Creațiunea poetică populară, 1926
- Macedo-Românii sau Aromânii, 1927
- Dispariții și suprapuneri lexicale, 1927
- Images d'éthnographie roumaine, daco-roumaine et aroumaine, 3 vol, 1928-1934
- Folklor român comparat, 1929
- Introducere în filologia romanică cu privire specială asupra istoriei limbii române: Fonetica, 1930
- Origina Muloviștenilor și Gopeșenilor, 1930
- Basilica-Eclesia, f. an
- Poeții Araia și Caciona, 1932
- Flori din lirica populară – doine și strigături, 1936
- Din morfologia limbii române: substantivul, articolul, numeralul, pronumele, 1937
- Etimologii, 1939
- Manual de fonetică romanică – română, italiană, franceză și spaniolă, 1943
- Paralele folclorice (greco-române), 1944
- Poesia lirică populară, 1967
- Dicționarul dialectului aromân. General și etimologic, 1963, 1974